# 토미슬라브 키시
토미슬라브 키시(크로아티아어: Tomislav Kiš, 1994년 4월 4일 ~ )는 크로아티아의 축구 선수이다. 포지션은 공격수이다. 현재 K리그1의 성남 FC 소속이다. K리그 등록명은 토미이다.